# Riqueza (Santa Catarina)
Riqueza é um município brasileiro do estado de Santa Catarina.  Localiza-se a uma latitude 27º04'01" sul e a uma longitude 53º19'18" oeste, estando a uma altitude de 236 metros. Sua população estimada em 2004 era de 4 594 habitantes.
Possui uma área de 191,61 km². Tendo como referência para os municípios vizinhos a festa comunitária de Linha Cambucica, que é em honra a Nossa Senhora Aparecida, que é realizada sempre no dia 12 de outubro.